# Das Gespenst
Das Gespenst ist ein Schwarzweißfilm von Herbert Achternbusch aus dem Jahre 1982. In der tragikomischen Satire behandelt Achternbusch den Konflikt des wiedergekehrten Jesus mit der heutigen Welt. Der Blasphemievorwurf gegen den Skandalfilm führte zu einer vorübergehenden Verweigerung der Freigabe durch die Freiwillige Selbstkontrolle der Filmwirtschaft (FSK) und zur Reduzierung der zugesagten Filmförderung durch BRD-Bundesinnenminister Friedrich Zimmermann.

## Handlung
Die lebensgroße Christusfigur, der 42. Herrgott einer bayrischen Klosterkirche, steigt vom Kreuz und wird an der Seite der Oberin des Klosters zum Ober, mit der er durch Bayern zieht. Er trifft hier auf die Polizei, Münchner Passanten, einen Bischof und weitere Personen. Er verwandelt sich wiederholt in eine immer schwächer werdende Schlange, um am Ende, im Schnabel der in einen Greifvogel verwandelten Oberin, in die Lüfte zu steigen.

## Freigabe in der Bundesrepublik Deutschland
Der Verleih wollte die strafrechtliche Unbedenklichkeit des Films sicherstellen, weshalb er ihn zunächst im Dezember 1982 der Juristenkommission der SPIO vorlegte. Die Kommission verlangte dazu einen Schnitt für eine Szene, in der Christus als „Scheiße“ persönlich angesprochen wird. Der Verleih kam dieser Aufforderung nach, legte im März 1983 den Film der FSK vor und beantragte die Freigabe ab 18 Jahren.
Die beiden Prüfer der Filmwirtschaft, die im Arbeitsausschuss alleine über die Freigabe entschieden, verweigerten diese jedoch am 29. März 1983, weil die Attacken des Films auf die Gegenwart der Kirche „ein nur noch pessimistisches und nihilistisches Grundmuster der Welt“ erzeugten, was „dem religiösen Empfinden eines nach Millionen zählenden Teils der Bevölkerung“ in öffentlichen Vorführungen nicht zugemutet werden könne.
Gegen diese Beurteilung legte der Verleih Berufung ein. Mit 2:1 Stimmen befanden die zuständigen Vertreter der Filmwirtschaft im Hauptausschuss am 20. April 1983, es müsse den „an der Besichtigung dieses Streifens interessierten erwachsenen Besuchern überlassen bleiben, sich mit dem nach Inhalt und Form sicherlich und begreiflicherweise umstrittenen Film auseinanderzusetzen.“

### Folgen
Das Gespenst war aufgrund einer vom Bundesinnenministerium unter Gerhart Baum (FDP) in Höhe von 300.000 DM zugesagten Förderzusage produziert worden. Der Film lief Ende 1982 an und wurde zunächst kaum beachtet. Im April 1983 wurde die staatliche Filmförderung in der Berichterstattung der im Axel-Springer-Verlag erscheinenden Bild am Sonntag und Welt am Sonntag als Steuerverschwendung bezeichnet. Darauf gingen im Bonner Innenministerium, nunmehr geleitet von Friedrich Zimmermann (CSU), einige hundert Protestbriefe ein. Nachdem er sich selbst den Film angesehen hatte, strich Zimmermann, da noch nicht alle Raten an Achternbusch ausgezahlt waren, die noch ausstehende Summe von 75.000 DM.
Beim Münchner Filmfest 1983 protestierten 50 Filmschaffende gegen dieses Vorgehen. Auch bei der Verleihung des Bundesfilmpreises im Berliner Zoo-Palast kam es zu Protesten. Filmemacher demonstrierten als Gespenster verkleidet gegen den Entscheid. Zudem rügte der Deutsche Kulturrat das Vorgehen Zimmermanns. Aufgrund der öffentlichen Kontroverse sahen über 150.000 Zuschauer den Film im Kino und damit weit mehr als bei Achternbusch-Filmen üblich.
Neben den Solidaritätsbekundungen von Filmemachern kam es insbesondere in Bayern jedoch auch zu Protesten gegen den Film. So formierten sich in München über tausend katholische KPE-Pfadfinder zu einer Sühneprozession, bei der sie für den Sünder Achternbusch um Vergebung baten. Versuche, ein bundesweites Verbot des Films zu erwirken, scheiterten jedoch. Zwar erhob die Münchner Staatsanwaltschaft Anklage wegen Verstoßes gegen §166 StGB („Beschimpfung von Bekenntnissen, Religionsgemeinschaften und Weltanschauungsvereinigungen“). Das Landgericht stellte das Verfahren aber mit der Begründung ein, dass dem Film „ein Mindestmaß an Format“ fehle und er daher lediglich in die „Kategorie des Dürftigen, Läppischen, Albernen und Geschmacklosen“ falle. Die Staatsanwaltschaft legte gegen diesen Beschluss Beschwerde beim Oberlandesgericht München ein, die jedoch ebenfalls zurückgewiesen wurde.
Nach der Vorstellung verlangte es Minister Zimmermann nach einem Schnaps, und er sagte, „dass er dazu neigt, dem Film weitere staatliche Zuschüsse zu verweigern“. Er setzte jedoch in der Folge wesentliche Änderungen für die Vergabe der Bundesfilmpreise durch. Unter anderem sollte das Preisgeld für das nächste Projekt nur noch 30 Prozent der gesamten Produktionskosten ausmachen. In der Bundestagssitzung vom 24. Oktober 1983 erklärte Zimmermann, er werde keine Filme finanzieren, die außer dem Produzenten niemand sehen wolle. Für den deutschen Autorenfilm hatte diese Maßnahme schwerwiegende Folgen, da künftig kaum ein Filmemacher in der Lage war, die restlichen 70 Prozent einer Produktion vorzufinanzieren oder gar einzuspielen.

## Verbot in Österreich
Gemäß § 188 StGB (Herabwürdigung religiöser Lehren) wurde der Film kurz nach Erscheinen in Österreich beschlagnahmt. Dieses Verbot ist bis heute gültig, dennoch kann der Film in einigen österreichischen Bibliotheken für wissenschaftliche Arbeiten ausgeliehen werden. Am 16. Januar 1984 fand auf der Universität Wien eine von der Österreichischen Hochschülerschaft, der IG Autoren organisierte Diskussion statt, bei der auch der Film gezeigt wurde, was in der Presse heftige Kritik auslöste.

## Video-Veröffentlichung
Auf Video gab es deutsche Veröffentlichungen bei BMG/Ufa und dem Direktversand Zweitausendeins.
Im November 2008 erschienen fünf Filme von Herbert Achternbusch erstmals in Deutschland als DVD-Box. Darunter war auch Das Gespenst. Das DVD-Label Pierrot Le Fou legte der FSK den Film für die Veröffentlichung erneut vor. Der Film erhielt nach der Prüfung die neue Altersfreigabe FSK 12. Im August 2010 erschien der Film auch als Einzel-DVD.

## Kritiken
Thomas Kramer (Hrsg.): Reclams Lexikon des deutschen Films Reclam, Stuttgart 1995: „Einem mit Achternbuschs locker aneinandergereihten, irrwitzigen Clownereien nicht vertrauten Zuschauer wird ein gewisses Maß an Toleranz abverlangt, sich nicht aus dem unorthodoxen Durcheinander auszuklinken.“